# Hemipauropus venetorum
Hemipauropus venetorum är en mångfotingart som beskrevs av Paul Auguste Remy 1962. Hemipauropus venetorum ingår i släktet Hemipauropus och familjen fåfotingar. Inga underarter finns listade i Catalogue of Life.